# Rotterdam Open 1998
Il Rotterdam Open 1998 conosciuto anche con il nome di ABN AMRO World Tennis Tournament 1998 per ragioni di sponsorizzazione, è stato un torneo di tennis giocato sul cemento indoor. È stata la 25ª edizione del Rotterdam Open, facente parte della categoria International Series Gold nell'ambito dell'ATP Tour 1998. Si è giocato all'Ahoy Rotterdam indoor sporting arena di Rotterdam in Olanda Meridionale, dal 2 all'8 marzo 1998.

## Campioni

### Singolare
Jan Siemerink ha battuto in finale  Thomas Johansson con il punteggio di 7–6(2), 6–2

### Doppio
Jacco Eltingh /  Paul Haarhuis hanno battuto in finale  Neil Broad /  Piet Norval con il punteggio di 7–6, 6–3